# Vicki Gardiner
Vicki Gardiner BSc (Hons) PhD GradCertMang FRACI CChem CompIEAust és l'actual Directora General de la Divisió d'Enginyers de Tasmània a Austràlia.

## Educació
Després de graduar-se amb un BSc (Hons), Gardiner va realitzar el seu doctorat en Química Sintètica a la Universitat de Monash des de 1994-1997. Al 2005, també va obtenir un Certificat de Postgrau en Administració, especialitzant-se en Gestió de Projectes, de la Universitat de Nova Anglaterra.

## Carrera
Després de graduar-se amb un doctorat de la Universitat de Monash, Gardiner va obtenir llocs de postdoctorat tant a la Universitat de Southampton com a la Universitat de Nova Gal·les del Sud. Des del 2000 fins a 2004, Gardiner va ser membre postdoctoral del Consell Australià de Recerca (ARC) i professora en la Universitat de Tasmània.
Després del seu temps en el món acadèmic, Gardiner es va mudar a la indústria i va obtenir un lloc com Gerenta de Servei al Client a AusIndustry (Departament d'Innovació, Indústria, Ciència i Recerca). La seva capacitat en aquest rol incloïa promoure la innovació en el desenvolupament de nous productes, processos i serveis. Amb tres anys d'experiència en aquest camp, Gardiner després es va passar a l'empresa de biotecnologia Marinova. Com a gerent d'operacions a Marinova, va participar en activitats d'recerca i desenvolupament, gestió de la cadena de subministrament i diverses àrees de desenvolupament de negocis.
L'any 2013, Engineers Australia va anunciar que Gardiner havia acceptat un lloc com nova Gerenta General de la seva Divisió de Tasmània, on encara treballa actualment.

## Projectes
Durant el període 2010-2011, Gardiner va assumir el paper de Coordinadora de l'Any Internacional de la Química del Royal Australian Chemical Institute, supervisant les activitats de l'Institut que se centraven en el paper de la química en la vida quotidiana de les persones. L'esdeveniment va involucrar una exposició itinerant centrada en art-troba-química i es va presentar als Premis de Ciència del Primer Ministre de 2011. Com a part del programa de la Setmana Nacional de la Ciència 2011, Gardiner va ser coautora del llibre de recursos educatius titulat React to Chemistry.

## Organitzacions
Ha contribuït a les següents organitzacions, als següents rols: 
- Membre de la Junta, així com Hon. Secretaria General del Royal Australian Chemical Institute (2007-2011).
- Membre del Comitè Nacional de Química de l'Acadèmia Australiana de Ciències (2011-2013).
- Membre del Consell Assessor de l'Agència d'Aprovació de Projectes Majors de Tasmània (2014).

## Premis
Va ser escollida Companion of Engineers Austràlia el 2013, membre del Royal Australian Chemical Institute, i va rebre la Medalla Murphy RK 2012 atorgada pel Royal Australian Chemical Institute.